# Salsa (álbum)
Salsa, es la segunda banda sonora de Fania All-Stars, producto de su película homónima, publicado en 1976.
- Datos: Q25412587